# Gorgonidia withfordi
Gorgonidia withfordi är en fjärilsart som beskrevs av Rothschild 1909. Gorgonidia withfordi ingår i släktet Gorgonidia och familjen björnspinnare. Inga underarter finns listade i Catalogue of Life.